# Merksplas
Merksplas là một đô thị ở tỉnh Antwerp. Đô thị này chỉ gồm thị trấn Merksplas. Tại thời điểm ngày 1 tháng 1 năm 2006, Merksplas có dân số  8.173 người. Tổng diện tích là 44,56 km² với mật độ dân số là 183 người trên mỗi km².